# Collegiata dell'Assunta (Arco, Italia)

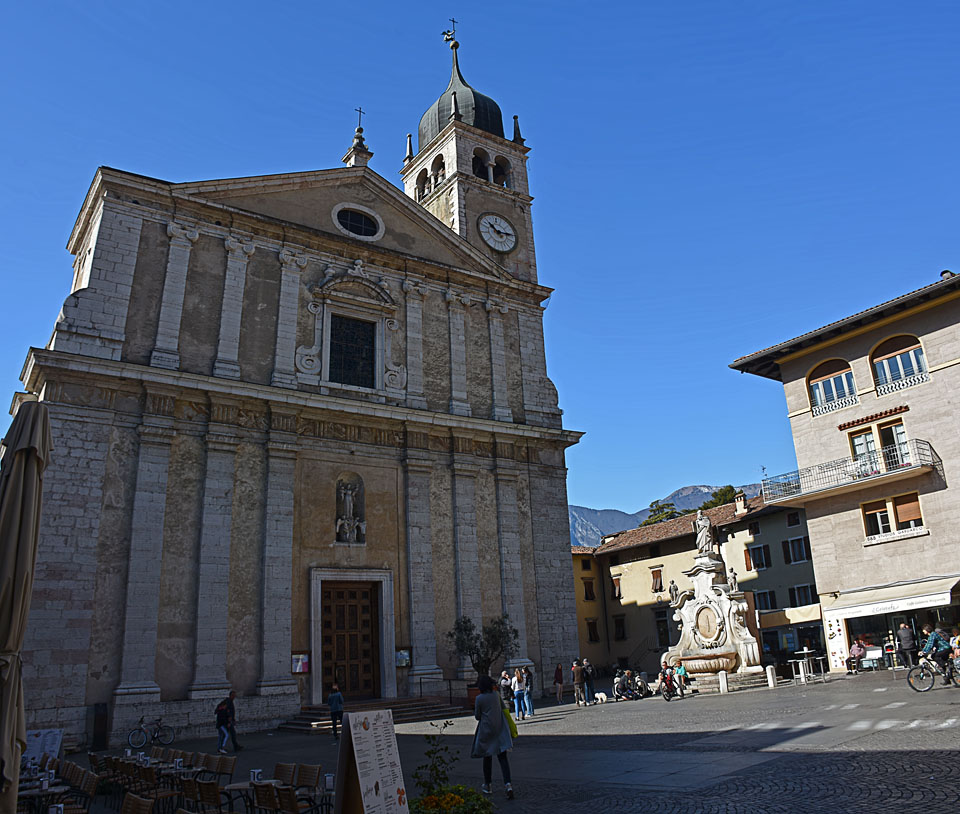
Collegiata di Santa Maria Assunta di Arco

La chiesa di Santa Maria Assunta anche nota come collegiata di Santa Maria Assunta è la chiesa madre di Arco in Trentino. Risale al IX secolo e si trova in piazza 3 novembre.

## Storia

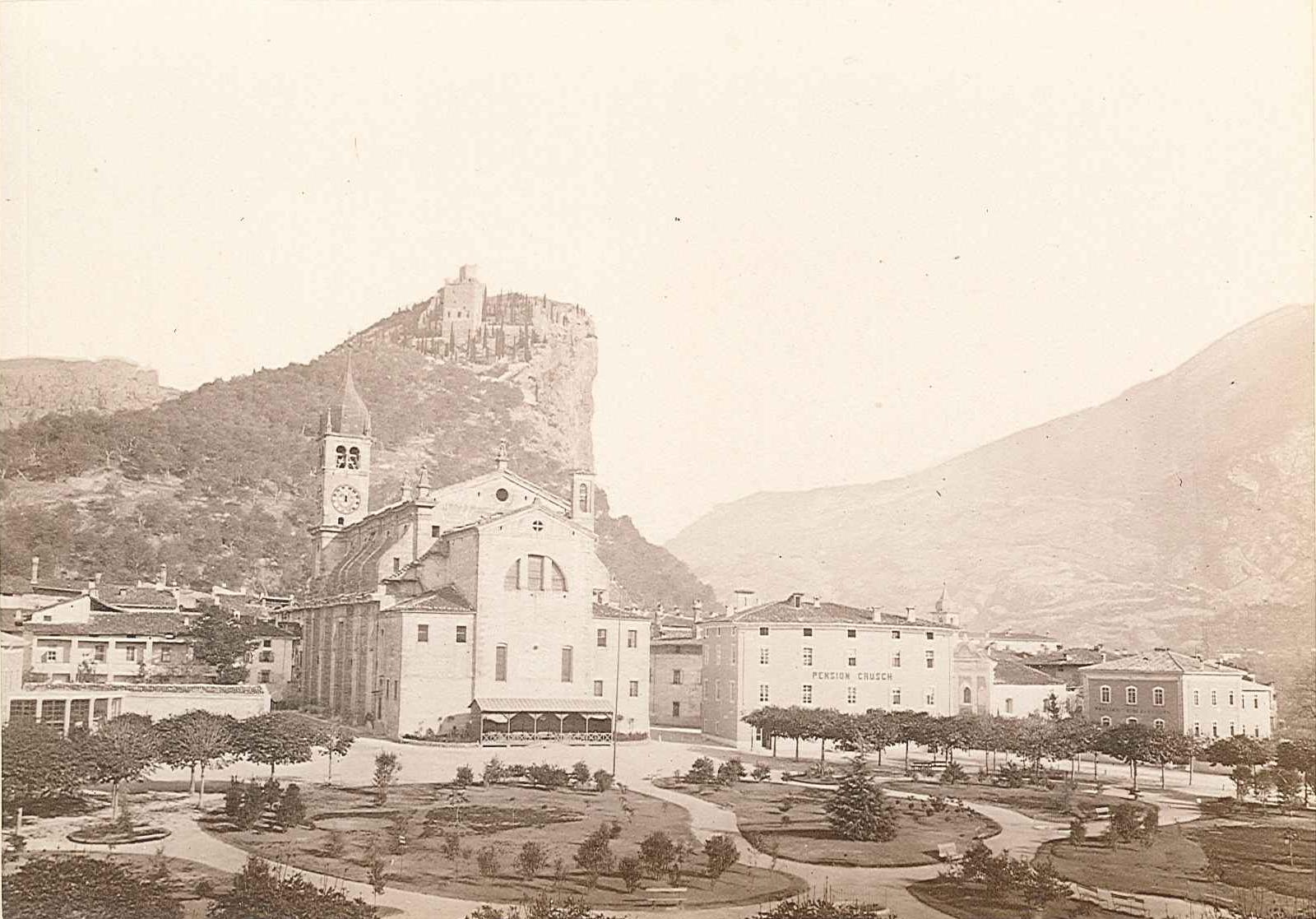
Immagine storica della collegiata attorno al 1880

I lavori di edificazione furono intrapresi nel 1613 sui resti di un'antica e precedente chiesa di origine romanica, la cui fondazione si colloca tra il IV e il IX secolo e che viene menzionata per la prima volta in un documento del 1144. Nulla si è conservato dell'antico edificio medievale, che fu appunto demolito nel 1613 per far posto all'attuale chiesa, progettata dall'architetto imperiale Giovanni Maria Filippi da Dasindo. I lavori, finanziati anche dalle diverse comunità della zona, si protrassero per alcuni decenni fino al 1630, quando dovettero essere interrotti a causa della violenta epidemia di peste che decimò - quasi tremila vittime - la comunità arcense. La collegiata fu ufficialmente consacrata il 15 maggio 1671.

## Descrizione

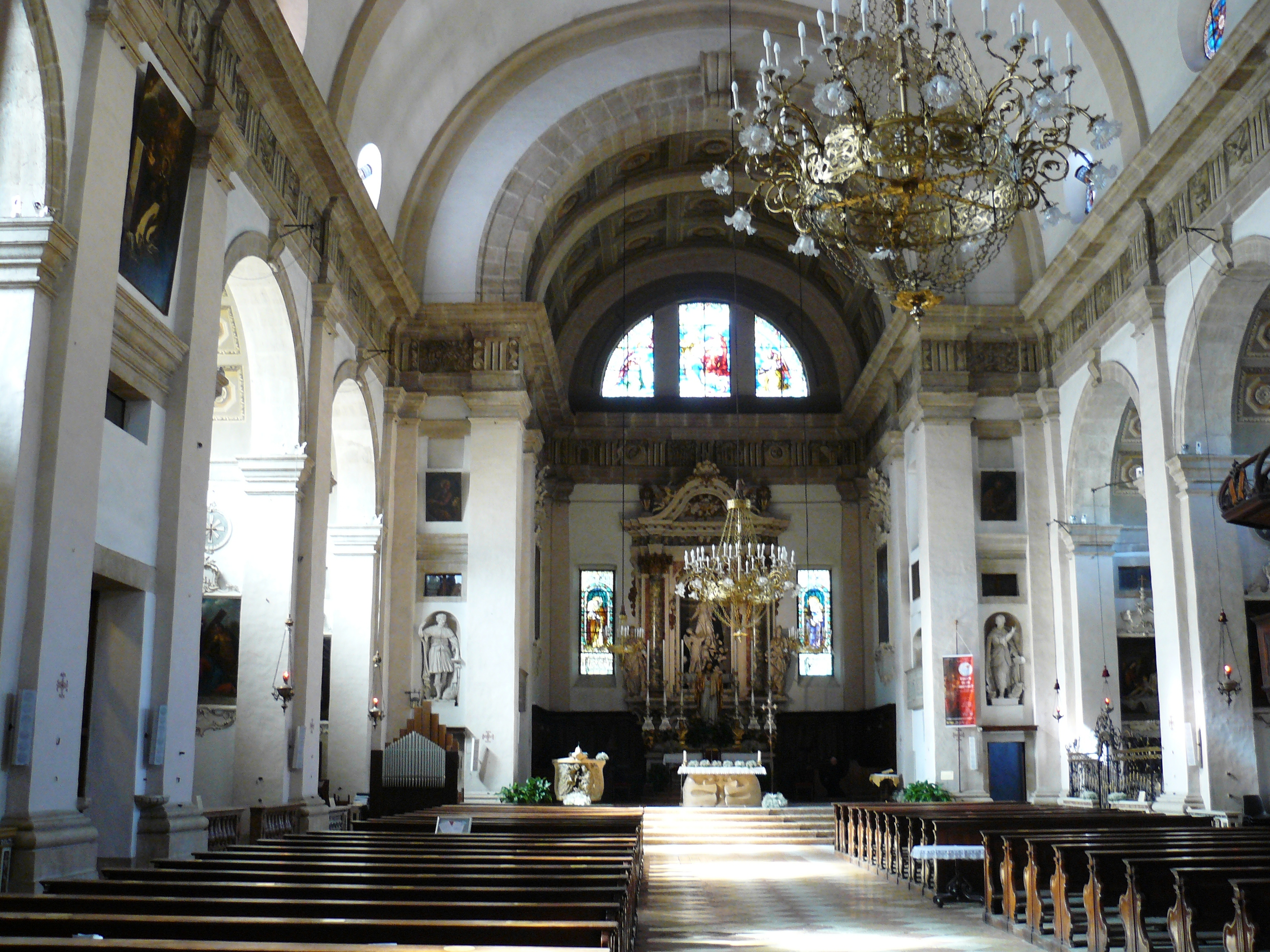
Interno della navata.

L'interno ha un'unica navata centrale. Vi è conservata la statua in marmo che raffigura l'Assunta, forse opera dello scultore Gabriele Cagliari di Verona. 
Tra gli altari presenti, di cui cinque sono opera di Domenico Rossi, il quarto sulla destra è intitolato al Santissimo Sacramento - chiuso da una cancellata in ferro ed ottone - mentre il secondo altare di sinistra è dedicato alla Maria Maddalena, scolpito dai fratelli Cristoforo e Sebastiano Benedetti di Castione.
Sopra il primo altare di sinistra è presente una pala raffigurante la Madonna con il Bambino, due angeli e san Michele Arcangelo di Felice Brusasorzi, eseguita su commissione di Guglielmo Torboli di Arco, arciprete di Angiari. La cantoria in legno è opera di Giacomo Benedetti di Desenzano del Garda, ultimata nel 1731.
Adiacente al presbiterio sono collocati i due accessi che, dal piano del pavimento, permettono l'accesso alla cripta nella quale venivano sepolti i canonici della collegiata e i conti di Arco.
Negli ultimi anni del XIX secolo qui fu sepolta - provvisoriamente - la salma di Francesco II delle Due Sicilie, l'ultimo monarca del Regno delle Due Sicilie, morto ad Arco nel 1894.